# Artemisa
Artemisa là thành phố thủ phủ của tỉnh Artemisa, Cuba. Trước năm 2011 thành phố Artemisa là một đô thị của tỉnh La Habana của Cuba.
Lăng liệt sĩ (Mausoleo de los Mártires) ở Artemisa là một tượng đài quốc gia của Cuba.

## Thông tin nhân khẩu
Năm 2004, đô thị Artemisa có dân số 81.209 người. Diện tích là 690 km² (266,4 mi²), với mật độ dân số là 117,7người/km² (304,8người/sq mi).
Đô thị này được chia thành các phường (barrio) Cañas, Capellanías, Cayajabos, Dolores Uno, Dolores Dos, Guanímar, Mojanga, Pijirigua, Puerta de la Güira, Rural, Urbano và Virtudes.